# Kim Da-in
Kim Da-in (koreanska: 김다인, Hanja: 金多仁), född 15 oktober 1998 i Seoul, är en sydkoreansk professionell damvolleybollspelare. Hon debuterade som proffs säsongen 2017-18 och spelar för Suwon Hyundai Engineering & Construction Hillstate i sydkoreanska V-League. På landslagsnivå representerar hon sedan 2021 Sydkoreas damlandslag i volleyboll. Kim Da-in spelar som passare och har tröjnummer 3.

## Klubblagskarriär
Suwon Hyundai Engineering & Construction Hillstate (2017- )
- KOVO Cup

Vinnare (2): 2019, 2021

## Landslagskarriär
Sydkoreas damlandslag i volleyboll (2021- )